# Milanów (przystanek kolejowy)
Milanów – kolejowy przystanek osobowy we wsi Milanów, w powiecie parczewskim, w województwie lubelskim, położony w km 44,450 na linii kolejowej nr 30.

## Historia
Pierwotnie peron znajdował się w odległości 150 metrów na południe, po drugiej stronie toru. Ruch pasażerski został zawieszony 3 kwietnia 2000 roku. We wrześniu 2023 roku rozebrano oddalone o 300 m pozostałości dawnego budynku dworcowego.
28 czerwca 2024 roku otwarto nowy peron w przy ulicy Wojska Polskiego. Zabudowano go według standardu 100 m długości i 760 mm wysokości. Oświetlony jest latarniami LED, w pełni dostosowano go do potrzeb osób niepełnosprawnych, wyposażono w przeszkoloną wiatę, ławki, śmietniki oraz gabloty z rozkładem jazdy. Przy wejściu znajduje się 5 stojaków rowerowych.
W bezpośrednim sąsiedztwie znajduje się strzeżony przejazd kolejowo-drogowy w ciągu drogi powiatowej nr 1228L. Parking samochodowy przeznaczony jest na 9 pojazdów + 1 miejsce dedykowane dla niepełnosprawnych.

## Ruch pasażerski
Przystanek znajduje się w odległości 900 m od centrum miejscowości. Jest częścią trasy pociągów Łuków – Lublin przewoźnika PolRegio.
Początkowo zatrzymywała się tutaj 1 para pociągów regionalnych zapewniających dojazd do Łukowa, Radzynia Podlaskiego, Parczewa, Lubartowa i Lublina. Od grudnia 2024 roku w dni robocze zwiększono częstotliwość do 4 par na dobę (3 w weekendy).
Dobowa wymiana pasażerska oraz miejsce w rankingu ogólnopolskim:
| Rok  | Ilość pasażerów | Miejsce w Polsce |
| ---- | --------------- | ---------------- |
| 2024 |                 |                  |